# Euproctis gita
Euproctis gita är en fjärilsart som beskrevs av Collenette 1932. Euproctis gita ingår i släktet Euproctis och familjen tofsspinnare. Inga underarter finns listade i Catalogue of Life.